# Peter Vaughan
Pour les articles homonymes, voir Vaughan.
Peter Ewart Olm dit Peter Vaughan, né le 4 avril 1923 à Wem dans le Shropshire et mort le 6 décembre 2016 à Mannings Heath (Sussex de l'Ouest), est un acteur britannique.

## Biographie
Peter Vaughan a joué, entre autres, dans des films de Terry Gilliam comme Bandits, bandits, Brazil, ou le film avorté L'Homme qui tua Don Quichotte.
Peter Vaughan a été acteur dans de nombreuses séries anglaises comme Chapeau melon et bottes de cuir, notamment comme psychanalyste. Un de ses rôles les plus marquants a été celui qu'il jouait dans la série télévisée Amicalement vôtre avec Tony Curtis et Roger Moore, où il tenait le rôle du cruel Schubert dans l'épisode Un enchaînement de circonstances. Il a également interprété un second rôle notable dans Les Vestiges du jour de James Ivory où il incarne le père de Anthony Hopkins en qualité de majordome adjoint.
Entre 2011 et 2015, Peter Vaughan a interprété le rôle de Mestre Aemon dans la série Game of Thrones, apparaissant dans 11 épisodes du programme télévisuel à succès d'HBO.
Il meurt entouré de sa famille le 6 décembre 2016 à l'âge de 93 ans.
Peter Vaughan a été marié à l'actrice Billie Whitelaw de 1952 à 1966.

## Filmographie

### Télévision

#### Téléfilms
- 1954 : Stage by Stage: The Relapse or, Virtue in Danger de Hal Burton (non crédité) : Foretop / Porterf
- 1961 : A Book with Chapters in It d'Eric Tayler : Ben
- 1972 : A Warning to the Curious de Lawrence Gordon Clark (non crédité) : M. Paxton
- 1977 : Philby, Burgess and Maclean de Gordon Flemyng : contrôle de Philby
- 1978 : Freedom of the Dig de Terry Bedford
- 1979 : The Famous History of the Life of King Henry the Eight de Kevin Billington : Gardiner, évêque de Winchester
- 1980 : The Crucible de Don Taylor : juge Hawthorne
- 1982 : Coming Out of the Ice de Waris Hussein : Belov
- 1983 : Jamaica Inn de Lawrence Gordon Clark : Squire Bassatt
- 1986 : Season's Greetings de Michael A. Simpson : Harvey
- 1987 : Harry's Kingdom de Robert William Young : Sid Harris
- 1987 : Our Geoff de Baz Taylor
- 1987 : When We Are Married de Barry Davis : Joe Helliwell
- 1988 : La Mémoire dans la peau de Roger Young : Fritz Koenig
- 1989 : Countdown to War de Patrick Lau : Hermann Göring
- 1991 : Une affaire d'honneur de Ken Russell : général Mercier
- 1993 : Circle of Deceit de Geoffrey Sax : Liam McAuley
- 1994 : Heart of Darkness de Nicolas Roeg
- 1994 : Hildegard of Bingen de James Runcie : Abbot
- 1994 : Le Crépuscule des aigles (Fatherland) de Christopher Menaul : Artur Nebe
- 1997 : The Moonstone de Robert Bierman : Gabriel Betteredge
- 2000 : Longitude de Charles Sturridge : George Graham
- 2000 : Lorna Doone de Mike Barker : Sir Ensor Doone
- 2000 : Second Sight: Kingdom of the Blind de Jonas Grimås (sous le nom de Jonas Grimas) : Harold King
- 2003 : Life Beyond the Box: Norman Stanley Fletcher de Kim Flitcroft : Harry Grout
- 2003 : Margery and Gladys de Geoffrey Sax (sous le nom de Geoff Sax): Troy Gladwell
- 2003 : Thursday the 12th de Charles Beeson : Edgar Bannister
- 2004 : Beauty de Ben Bolt : M. Robbins
- 2005 : Malice Aforethought de David Blair : Widdicombe
- 2007 : Christmas at the Riviera de Mark Bussell et Justin Sbresni : Glen
- 2009 : The Antiques Rogue Show de Norman Hull : George Greenhalgh

#### Séries télévisées
- 1956–1966 : Armchair Theatre
- 1956 : Tales from Soho (saison 1, épisode 2 : The Message) : Prison Padre
- 1957 : Potts and the Phantom Piper : Stannard
- 1958–1960 : Boyd Q.C.
- 1958 : Mary Britten, M.D. (saison 1, épisode 5 : The Wrecker)
- 1958 : The Adventures of Ben Gunn : sergent Hoxton
- 1959–1966 : ITV Play of the Week
- 1959 : Ici Interpol (Interpol Calling) (saison 1, épisode 7 : Diamond S.O.S.) : inspecteur
- 1959 : ITV Television Playhouse : un garde
- 1959 : Saturday Playhouse (saison 1, épisode 28 : The Cat and the Canary) : Hendricks
- 1960–1962 : No Hiding Place
- 1960 : Deadline Midnight : Joe Dunn
- 1960 : Inside Story (saison 1, épisode 6 : A Song for a Sparrow) : Wilfred Barlow
- 1960 : Knight Errant Limited (saison 2, épisode 15 : Man on the Pier) : James Eggerton
- 1960 : Man from Interpol (saison 1, épisode 17 : A Killer with a Long Arm) : Karl
- 1961 : A Chance of Thunder (saison 1, épisode 1) : Yardley
- 1961 : Three Live Wires
- 1961 : Top Secret (saison 1, épisode 12 : The Men from Yesterday) : Leader
- 1962 : Oliver Twist (mini-série, 10 épisodes) : Bill Sikes
- 1962 : Richard Cœur de Lion (Richard the Lionheart) (saison 1, épisode 17 : The Warrior from Scotland)
- 1962 : The Cheaters (saison 2, épisode 10 : The Safe Way) : Stacey
- 1963–1964 : First Night
- 1963 : BBC Sunday-Night Play (saison 4, épisode 45 : Night Express) : passager
- 1963 : Dimensions of Fear : Dr Read
- 1963 : Disney Parade (épisode : L'Affaire du cheval sans tête (The Horse Without a Head) : sergent de police
- 1963 : Festival (saison 1, épisode 8 : Stalingrad) : Gonnern
- 1963 : Hancock (saison 1, épisode 2 : The Eye-Witness) : détective sergent Hubbard
- 1963 : Maupassant (saison 1, épisode 9 : Husbands and Wives) : Chicot
- 1964 : Armchair Mystery Theatre (saison 2, épisode 2 : The Blackmailing of Mr S) : sergent George Burtonshaw
- 1964 : Crane (saison 2, épisode 1 : The Death of Marie Vetier) : Max Goddard
- 1964 : Espionage (saison 1, épisode 20 : Once a Spy...) : Waring
- 1964 : Le Saint (saison 3, épisode 6 : Le Procédé G) : Walter Devan
- 1965 : Knock on Any Door (saison 1, épisode 6 : First Offender) : Winter "The boot"
- 1966 : Adam Adamant Lives! (saison 1, épisode 10 : The Doomsday Plan) : Dr Mort
- 1966 : Coronation Street (saison 1, épisode 554) : Arthur Johnson
- 1966 : Dixon of Dock Green (saison 12, épisode 16 : Routine Check) : inspecteur Gordon
- 1966 : Our Man at St. Mark's : Rév. John Spencer
- 1966 : Public Eye (en) (saison 2, épisode 13 : What's the Matter? Can't You Take a Sick Joke?) : Fowler
- 1966 : Quick Before They Catch Us : Yeoman
- 1966 : The Informer : David Janner
- 1967 : Great Expectations (7 épisodes) : M. Jaggers
- 1967 : Haunted (saison 1, épisode 7 : Living Doll) : Denzil Hogg
- 1967 : L'Homme à la valise (Man in a Suitcase) (saison 1, épisode 20 : Des apprentis terreurs) : Felix De Burgh
- 1967 : Theatre 625 (saison 4, épisode 24 : Firebrand) : Ernst Torgler
- 1967 : This Way for Murder (saison 1, épisode 1) : inspecteur Frant
- 1968–1970 : The Wednesday Play
- 1968 : Chapeau melon et bottes de cuir (The Avengers) (saison 6, épisode 28 : Mon rêve le plus fou) : Dr A. Jaeger
- 1968 : Omnibus (saison 2, épisode 11 : My Name Is Benvenuto Cellini) : Benvenuto Cellini
- 1968 : The Expert (saison 1, épisode 6 : The Long Hate) : Richard Toller
- 1968 : Treasure Island (9 épisodes) : Long John Silver
- 1969 : Mon ami le fantôme (saison 1, épisode 4 : Never Trust a Ghost) : James Howarth
- 1969 : Strange Report (saison 1, épisode 7 : Report 3424: Epidemic–A Most Curious Crime) : Morrison
- 1969 : The Gold Robbers (13 épisodes) : DCS Cradock
- 1970 : Amicalement vôtre (The Persers) (saison 1, épisode 11 : Un enchaînement de circonstances) de Peter Hunt : Lance Schubert
- 1970 : Big Brother (saison 1, épisode 1 : The Eleventh Commandment) : John Cliveden
- 1971 : ITV Saturday Night Theatre
- 1971 : Les Rivaux de Sherlock Holmes : Horace Dorrington
- 1972 : No Exit (saison 1, épisode 6 : Man in the House) : Calder
- 1973 : Angoisse (Thriller) (saison 1, épisode 9 : Les aveugles ont des yeux) : Anderson
- 1973 : Black and Blue (saison 1, épisode 6 : Glorious Miles) : Miles Miles
- 1973 : Full House (épisode du 6 janvier 1973) : inspecteur Foot
- 1973 : L'Aventurier (saison 1, épisode 26 : Quelqu'un m'en veut) : Roberts
- 1973 : Madigan (saison 1, épisode 4 : The Lisbon Beat) : Lyman Bleak
- 1973 : Poigne de fer et séduction (The Protectors) (saison 2, épisode 4 : L'Insaisissable Quin) : Quin
- 1973 : Thirty-Minute Theatre (en) (saison 8, épisode 24 : You and Me and Him) : Coster
- 1974–1975 : Härte 10 (mini-série) : M. Mackintosh
- 1974 : La Chute des aigles (Fall of Eagles) (saison 1, épisode 9 : Dress Rehearsal) : Izvolsky
- 1974 : The Pallisers : M. Chaffanbrass
- 1974 : Zodiac (saison 1, épisode 4 : Saturn's Rewards) : Richard Meade
- 1975 : Against the Crowd (saison 1, épisode 6 : We Are All Guilty) : Don Macintyre
- 1975 : Porridge : Harry Grout
- 1975 : Regan (The Sweeney) (saison 2, épisode 9 : Stay Lucky Eh?) : Tony Kirby
- 1975 : The Squirrels (saison 1, épisode 5 : The Fiddle) : Hawke
- 1976 : Life and Death of Penelope (saison 1, épisode 3 : The Affair) : Sir George Cartwright
- 1977–1979 : Citizen Smith (14 épisodes) : Père / Charlie Johnson
- 1978 : ITV Playhouse (saison 10, épisode 9 : Ten Days That Shook the Branch) : Harold Praed
- 1978 : Premiere (saison 2, épisode 6 : Freedom of the Dig)
- 1978 : The Doombolt Chase (6 épisodes) : lieutenant Hatfield
- 1979 : Crown Court (saison 8, épisode 4 : Beyond the Limits: Part 1) : Gerald Elliot
- 1979 : The Danedyke Mystery : inspecteur Burroughs
- 1980 : Fox (7 épisodes) : Billy Fox
- 1980 : The Morecambe & Wise Show (série : 1980 Christmas Show) : Park Bench Bully
- 1981 : BBC2 Playhouse : M. Hugh Peter
- 1981 : Shelley (saison 3, épisode 3 : Nor Iron Bars a Cage) : sergent Brunton
- 1981 : Winston Churchill (mini-série) : Sir Thomas Inskip
- 1984 : Histoires singulières (saison 1, épisode 3 : Czech Mate) : Bullneck
- 1984 : Play for Today (saison 14, épisode 8 : Under the Hammer) : les Stone
- 1985 : Bleak House (en) (mini-série) : Tulkinghorn
- 1985 : Signé Cat's Eyes (Kyattsu Ai) (saison 1, épisode 6 : Sentiments amoureux) : Woodbridge
- 1986 : La Griffe du destin (mini-série) : procureur général
- 1986 : Monte Carlo (mini-série) : Pabst
- 1987 : Screen Two (saison 3, épisode 1 : Coast to Coast) : podologue
- 1988 : Codename: Kyril (mini-série) : Stanov
- 1988 : Game, Set, and Match : David Kimber-Hutchinson
- 1988 : Les Orages de la guerre (War and Remembrance) (mini-série) : colonel général Kurt Zeitzler
- 1988 : Theatre Night (saison 3, épisode 5 : Strife)
- 1990–1991 : Chancer (12 épisodes) : Thomas « Tom » Franklyn
- 1991 : Boon (saison 6, épisode 14 : The Night Before Christmas) : Ray Beckett
- 1991 : Les souvenirs de Sherlock Holmes (saison 1, épisode 4 : The Boscombe Valley Mystery) : John Turner
- 1992 : Les Cadavres exquis de Patricia Highsmith (saison 1, épisode 11 : Under a Dark Angel's Eye) : Winston Greeves
- 1992 : Les règles de l'art (saison 3, épisode 14 : The Prague Sun) : Marek
- 1993 : Nightingales (saison 2, épisode 4 : All at Sea) : l'inspecteur
- 1994 : Birds of a Feather (en) (saison 6, épisode 12 : Still Waters Run Deep) : Monty
- 1994 : Dandelion Dead (mini-série) : Dr Hinks
- 1994 : Murder Most Horrid (saison 2, épisode 1 : Overkill) : Doverson
- 1994 : Rab C. Nesbitt (saison 4, épisode 3 : Buckfast) : Frère Adam
- 1995 : Oliver's Travels (mini-série) : Delaney
- 1995 : The Choir (mini-série) : Frank Ashworth
- 1996 : Our Friends in the North (8 épisodes) : Felix Hutchinson
- 1998 : Our Mutual Friend (en) (mini-série) : M. Boffin
- 1999 : Hornblower (saison 1, épisode 4 : The Frogs and the Lobsters) : Amiral Lord Hood
- 2000 : Le 10e Royaume (The 10th Kingdom) (mini-série) : Wilfred Peep
- 2000 : The Thing About Vince (mini-série) : Ray
- 2002 : En immersion (In Deep) : Clayton Waddington
- 2002 : The Jury (6 épisodes) : Michael Colchester
- 2002–2005 : Heartbeat
- 2003 : Casualty (saison 17, épisode 17 : Friend or Foe) : Henry Lambert
- 2003 : Sweet Medicine (saison 1, épisode 6) : Laurence Barber
- 2007 : Mobile (saison 1, épisode 2 : The Soldier) : Grandad Stoan
- 2008 : Holby Blue (saison 2, épisode 20) : Clarence
- 2008 : Lark Rise to Candleford : révérend Ellison
- 2011 : Doc Martin (en) (saison 5, épisode 3 : Born with a Shotgun) : William Newcross
- 2011 : Silk (saison 1, épisode 1) : Michael Dodd
- 2011–2015 : Game of Thrones (11 épisodes) : Mestre Aemon

### Cinéma

#### Courts métrages
- 1973 : The Return
- 1998 : The Good Son : Mick Doyle
- 2006 : Care : Archie

#### Longs métrages
- 1959 : Les 39 Marches (The 39 Steps) de Ralph Thomas : 2e agent de police dans le train (non crédité)
- 1959 : Opération Scotland Yard (Sapphire) de Basil Dearden : inspecteur Whitehead (non crédité)
- 1960 : Le Village des damnés (Village of the Damned) de Wolf Rilla : P.C. Gobby
- 1960 : Un vison pour mademoiselle de Robert Asher : policier dans la voiture (non crédité)
- 1961 : The Court Martial of Major Keller d'Ernest Morris : Purvey
- 1961 : Two Living, One Dead d'Anthony Asquith : John Kester
- 1962 : Choc en retour (I Thank a Fool) de Robert Stevens : inspecteur de police
- 1962 : The Devil's Agent de John Paddy Carstairs : chef de la police hongroise
- 1963 : Les Vainqueurs (The Victors) de Carl Foreman : policier
- 1963 : The Punch and Judy Man de Jeremy Summers : Committee Man
- 1964 : Smokescreen de Jim O'Connolly : Roper
- 1965 : Fanatic de Silvio Narizzano : Harry
- 1965 : Rotten to the Core de John Boulting : Sir Henry Capell
- 1967 : Chantage au meurtre (The Naked Runner) de Sidney J. Furie : Martin Slattery
- 1967 : The Man Outside (en) de Samuel Gallu : Nikolai Volkov
- 1968 : Du sable et des diamants (A Twist of Sand) de Don Chaffey : Johann
- 1968 : Les requins volent bas de David Miller : Hammerhead
- 1968 : The Bofors Gun de Jack Gold : sergent Walker
- 1969 : Alfred le Grand, vainqueur des Vikings de Clive Donner : Burrud
- 1970 : Les Inconnus de Malte (Eyewitness) de John Hough : Paul Grazzini
- 1970 : Taste of Excitement de Don Sharp : inspecteur Malling
- 1971 : Les Chiens de paille (Straw Dogs) de Sam Peckinpah : Tom Hedden
- 1972 : Le Joueur de flûte (The Pied Piper) de Jacques Demy : Bishop
- 1972 : Le Messie sauvage de Ken Russell
- 1972 : Savage Messiah de Ken Russell : Museum Attendant
- 1973 : Le Piège de John Huston : Brunskill
- 1973 : Malachi's Cove d'Henry Herbert : M. Gunliffe
- 1973 : SS Représailles (Rappresaglia) de George Cosmatos : général Albert Kesselring
- 1973 : The Blockhouse de Clive Rees : Aufret
- 1974 : Fric frac, rue des diams d'Aram Avakian : Coglin
- 1974 : Intimate Reflections de Don Boyd : Saleman
- 1974 : Les Symptômes (Symptoms) de José Ramón Larraz : Brady
- 1977 : Valentino de Ken Russell : Rory O'Neil
- 1979 : L'Ultime Attaque (Zulu Dawn) de Douglas Hickox : Q. S. M. Bloomfield
- 1979 : Porridge de Dick Clement : Grouty
- 1981 : Bandits, bandits (Time Bandits) de Terry Gilliam : Winston l'ogre
- 1981 : La Maîtresse du lieutenant français (The French Lieutenant's Woman) de Karel Reisz : M. Freeman
- 1984 : Défense d'aimer (Forbidden) d'Anthony Page : major Stauffel
- 1984 : Le Fil du rasoir (The Razor's Edge) de John Byrum : Mackenzie
- 1985 : Brazil de Terry Gilliam : M. Helpmann
- 1986 : Nuit de noce chez les fantômes (Haunted Honeymoon) de Gene Wilder : Francis Abbot senior
- 1990 : Aux sources du Nil (Mountains of the Moon) de Bob Rafelson : Lord Houghton
- 1990 : King of the Wind de Peter Duffell : capitaine
- 1993 : Les Vestiges du jour (The Remains of the Day) de James Ivory : William Stevens
- 1996 : L'Agent secret (The Secret Agent) de Christopher Hampton : le conducteur
- 1996 : La Chasse aux sorcières (The Crucible) de Nicholas Hytner : Giles Corey
- 1998 : Face d'Antonia Bird : Sonny
- 1998 : La Légende du pianiste sur l'océan (La leggenda del pianista sull'oceano) de Giuseppe Tornatore : Pops, le commerçant
- 1998 : Les Misérables de Bille August : père
- 1999 : Un mari idéal (An Ideal Husband) d'Oliver Parker : Phipps
- 2000 : Canone inverso de Ricky Tognazzi : vieux baron Blau
- 2000 : Hotel Splendide de Terence Gross : Morton Blanche
- 2001 : Kiss kiss (Bang Bang) de Stewart Sugg : Daddy Zoo
- 2003 : The Mother de Roger Michell : Toots
- 2004 : Moi, Peter Sellers (The Life and Death of Peter Sellers) de Stephen Hopkins : Bill Sellers
- 2004 : The Queen of Sheba's Pearls de Colin Nutley : Edward Pretty
- 2007 : Joyeuses Funérailles (Death at a Funeral) de Frank Oz : oncle Alfie
- 2008 : Is Anybody There? de John Crowley : Bob
- 2011 : Albatross de Niall MacCormick : Grandpa